# 興發街
興發街（英語：Hing Fat Street）是一條位於灣仔區銅鑼灣東的街道，南起英皇道與高士威道之交界處，沿維多利亞公園東邊向北伸延，止於景明道並設支路連接東區走廊，全長約540米。永興街以南的路段只准北行單程行車，永興街以北則雙程行車。

## 街道概況
興發街於1921年5月6日刊憲命名，當時興發街位於海濱，由威非路道向南延伸至內地段1588號（即今門牌42號維景花園A座）北面的未命名道路（今琉璃街）。隨著銅鑼灣東一帶地區發展，興發街其後南延至英皇道，而興發街旁的海灣亦已在1950年代填平，建成維多利亞公園。
由於興發街是東區走廊的其中一個出入口，故此道路的車流比較高。另外由於海底隧道塞車的車龍會倒塞至告士打道，興發街有時或會受到影響。除此之外，由於另一方的永興街及歌頓道亦經常出現擠塞，以致前往東區走廊的車輛未能順利通過交界位，引起擠塞，東行的車龍有時或會超越怡和街；西行則長至留仙街。
，後歸入東區管轄範圍至2015年。政府於2013年10月22日向立法會提交《2013年區議會條例（修訂附表1及3）令》，建議於第五屆區議會屆期起調整東區與灣仔區的分界，將天后（C16）及維園（C18）兩選區由前者改撥後者。有關修訂已於2014年1月22日於立法會獲得通過，並於2016年第五屆區議會開始運作時生效，使興發街隸屬灣仔區。

## 外部連結
维基共享资源上的相關多媒體資源：興發街